# Samyda villosa
Samyda villosa är en videväxtart som beskrevs av Olof Swartz. Samyda villosa ingår i släktet Samyda och familjen videväxter. Inga underarter finns listade i Catalogue of Life.